# Mineral del Chico
Mineral del Chico (früher Atotonilco el Chico) ist ein Ort mit etwa 500 Einwohnern und Hauptort der knapp 10.000 Einwohner zählenden gleichnamigen Gemeinde (municipio) im Zentrum des mexikanischen Bundesstaats Hidalgo. Wegen seines kolonialzeitlichen Charakters zählt der Ort zu den Pueblos Mágicos.

## Lage und Klima
Der Ort Mineral del Chico liegt in den waldreichen Bergen der Sierra de Pachuca am Nordrand des Nationalparks El Chico im mexikanischen Hochland ca. 143 km (Fahrtstrecke) nordöstlich von Mexiko-Stadt in einer Höhe von etwa 2340 m; Pachuca de Soto, die Hauptstadt des Bundesstaats Hidalgo ist nur gut 30 km in südlicher Richtung entfernt. Das Klima ist gemäßigt bis mild; der für mexikanische Verhältnisse reichliche Regen (ca. 1065 mm/Jahr) kommt vom Atlantik bzw. vom Golf von Mexiko und fällt hauptsächlich während des Sommerhalbjahrs.

## Bevölkerung
| Jahr      | 2000 | 2020 |
| Einwohner | 486  | 533  |

Nur ein kleiner Teil der Einwohner ist spanischer Abstammung; Umgangssprachen sind Spanisch sowie ein regionaler Nahuatl-Dialekt.

## Wirtschaft
Ehemals ein kleiner Minenort, leben die Bewohner heute von der Landwirtschaft, wozu auch der Obstbau und die Kleinviehhaltung zählen; außerdem spielt die Forstwirtschaft eine nicht unbedeutende Rolle. Im Ort selber haben sich Kleinhändler, Handwerker und Dienstleister aller Art niedergelassen, die die wachsende Zahl der Tagestouristen mit allem Notwendigen versorgen.

## Geschichte
Das Jahr 1565 wird als Gründungsjahr des Bergortes angegeben, dessen ursprünglicher Name Atotonilco lautete. Erst nach der Unabhängigkeit Mexikos (1821) erhielt er seinen heutigen Namen und im Jahr 1869 die Stadtrechte (villa). Ab Mitte der 1820er Jahre betrieb der Deutsch-Amerikanische Bergwerksverein in dem Ort an seiner Grube Arevalo das Amalgamierwerk „La Purissima“ und die Schmelzhütte „S. Juan Nepomuceno“.

## Sehenswürdigkeiten
- Der kleine Bergort liegt idyllisch in den bewaldeten Bergen der Sierra de Pachuca.
- Die Pfarrkirche der Virgen de la Purísima Concepción ist der unbefleckten Empfängnis Mariens geweiht. Die heutige Kirche mit ihrem barocken Turm stammt aus dem Jahr 1725; sie wurde jedoch im frühen 19. Jahrhundert im neoklassischen Stil umgestaltet. Das Kirchenschiff ist gewölbt; die Vierung wird von einer auf einem durchfensterten Tambour ruhenden Kuppel mit aufsitzender Laterne überdeckt.[5]

Umgebung
- Unmittelbar neben einem Wasserfall (cascada) befindet sich eine kleine Kapelle.
- Die Mina San Antonio ist für Besucher geöffnet.